# Underworld: Wojny krwi
Underworld: Wojny krwi (ang.: Underworld: Blood Wars) – amerykański horror z 2016 roku w reżyserii Anny Foerster. W filmie występują Kate Beckinsale, Theo James, Tobias Menzies, Lara Pulver,
James Faulkner i Charles Dance.

## Obsada
- Kate Beckinsale jako Selene
- Theo James jako David
- Tobias Menzies jako Marius
- Lara Pulver jako Semira
- Charles Dance jako Thomas
- James Faulkner jako Cassius
- Peter Andersson jako Vidar
- Clementine Nicholson jako Lena
- Bradley James jako Varga

## Zdjęcia
Zdjęcia do filmu były kręcone w Pradze (Czechy).